# Prix Félix
Pour les articles homonymes, voir prix Félix-Leclerc et Félix.
Ne doit pas être confondu avec le Prix Felix (sans accent), ancien nom du Prix du cinéma européen
Le Gala de l'ADISQ ou Gala des prix Félix est une cérémonie de récompenses par l'Association québécoise de l'industrie du disque, du spectacle et de la vidéo (ADISQ) créée en 1979 afin de souligner l'excellence des artistes québécois œuvrant dans l'industrie de la musique.

## Histoire
L'Association québécoise de l'industrie du disque, du spectacle et de la vidéo (ADISQ) voit le jour en 1978. L'organisation considère que les Juno, récompenses musicales remises à l'échelle du Canada depuis 1970, desservent insuffisamment l'industrie québécoise de la musique. Dès l'année suivante, elle met sur pied un gala afin de récompenser les artistes, artisans et professionnels de la musique québécoise. Contrairement aux Juno, dont les nominations sont basées en partie sur le succès commercial, les nominations du nouveau gala québécois sont effectuées par les membres de l'ADISQ. La première cérémonie se déroule le 23 septembre 1979 et récompense notamment la chanteuse Fabienne Thibeault ( interprète féminine et révélation de l’année, notamment pour sa chanson Le monde est stone.
À partir de 1989, la chanson de l'année et les interprètes masculins et féminins de l'année sont choisis par le public.

## Diffusion
Depuis sa création, le gala de l'ADISQ est diffusé en direct sur ICI Radio-Canada Télé de la Place des Arts à Montréal. Il récompense les artistes dans une douzaine de catégories. 
En 2003, l'ADISQ décide de créer « L'Autre Gala » renommé quelques années « Le Premier Gala », une cérémonie d'une vingtaine de prix et diffusée aussi en direct un jour de semaine sur Télé-Québec (Autrefois sur MusiquePlus et Musimax) au MTELUS soit le même lieu où se déroule le « Gala de l'Industrie » en après-midi.

## Présentation
L'humoriste Louis-José Houde a présenté le Gala entre 2006 et 2023. Bien que d'autres présentateurs ont aussi animé le gala à l'occasion de plusieurs cérémonies, comme Yvon Deschamps (8 fois) et Guy A. Lepage (5 fois), Houde est de loin le présentateur le plus récurrent totalisant 18 cérémonies.
L'humoriste Pierre-Yves Roy-Desmarais a apporté sa petite touche personnel au Gala 2024 de l’ADISQ. Pour la première fois, il a présenté le Gala, le 3 novembre 2024, diffusé à Radio-Canada en direct de la salle Wilfrid-Pelletier de la Place des Arts à Montréal.

## Trophée
Nommé en l'honneur de Félix Leclerc, qui reçoit le trophée au tout premier gala à titre de prix hommage, le prix Félix est l'œuvre du sculpteur Marc-André Parisé. Il s'agit de la statuette d'une femme assise dans la position du lotus, se coiffant d'une tiare et « incarnant l'avènement nouveau, la rencontre de l'orient et de l'occident ». On la surnomme initialement « orient-express ». Selon l'administratrice culturelle Madeleine Careau, le trophée a été créé dans l'urgence et ne possède pas de lien direct avec la musique, le sculpteur n'ayant « jamais acheté un disque de sa vie ». Fait de bronze, le trophée pèse 3,76 kg et mesure 34 cm de haut x 9 cm x 9 cm.

## Liste des cérémonies
| Rang | Date              | Présentateur(s)                                                        | Chanson de l'année                | Interprète de l'année                        | Groupe de l'année     | Révélation de l'année     |
| ---- | ----------------- | ---------------------------------------------------------------------- | --------------------------------- | -------------------------------------------- | --------------------- | ------------------------- |
| 1re  | 23 septembre 1979 | Dominique Michel, Denise Filiatrault                                   | Le Blues du businessman           | Fabienne Thibeault ♀ Claude Dubois ♂         | Fiori-Séguin          | Fabienne Thibeault        |
| 2e   | 5 octobre 1980    | Yvon Deschamps                                                         | Je ne suis qu'une chanson         | Ginette Reno ♀ Daniel Lavoie ♂               | Offenbach             | Diane Tell                |
| 3e   | 4 octobre 1981    | Yvon Deschamps                                                         | Si j'étais un homme               | Diane Tell ♀ Daniel Lavoie ♂                 | Corbeau               | Martine St-Clair          |
| 4e   | 3 octobre 1982    | Yvon Deschamps                                                         | Plein de tendresse                | Diane Dufresne ♀ Claude Dubois ♂             | Corbeau               | Pied de poule             |
| 5e   | 30 octobre 1983   | Yvon Deschamps                                                         | J't'aime comme un fou             | Céline Dion ♀ Claude Dubois ♂                | Men Without Hats      | Céline Dion               |
| 6e   | 28 octobre 1984   | Jean-Pierre Ferland                                                    | Tension, attention                | Céline Dion ♀ Daniel Lavoie ♂                | UZEB                  | Martine Chevrier          |
| 7e   | 27 octobre 1985   | Jean-Guy Moreau                                                        | Une colombe                       | Céline Dion ♀ Corey Hart ♂                   | The Box               | Rock et Belles Oreilles   |
| 8e   | 26 octobre 1986   | Ding et Dong                                                           | Ce soir l'amour est dans tes yeux | Martine St-Clair ♀ Claude Dubois ♂           | Madame                | Nuance                    |
| 9e   | 25 octobre 1987   | André-Philippe Gagnon                                                  | Chats sauvages                    | Marjo ♀ Patrick Norman ♂                     | Nuance                | Marc Drouin               |
| 10e  | 23 octobre 1988   | Tous les animateurs précédents                                         | Incognito                         | Céline Dion ♀ Michel Rivard ♂                | Madame                | Mitsou Gélinas            |
| 11e  | 15 octobre 1989   | Michel Rivard                                                          | Hélène                            | Johanne Blouin ♀ Roch Voisine ♂              | UZEB                  | Roch Voisine              |
| 12e  | 21 octobre 1990   | Michel Rivard                                                          | Un beau grand bateau              | Joe Bocan ♀ Mario Pelchat ♂                  | Les BB                | Laurence Jalbert          |
| 13e  | 14 octobre 1991   | René Simard                                                            | Je sais, je sais                  | Julie Masse ♀ Luc de Larochellière ♂         | Vilain Pingouin       | Julie Masse               |
| 14e  | 18 octobre 1992   | René Simard                                                            | Aux portes du matin               | Marie Carmen ♀ Richard Séguin ♂              | Les BB                | Kathleen Sergerie         |
| 15e  | 17 octobre 1993   | Yvon Deschamps                                                         | La légende d'Oochigeas            | Marie Carmen ♀ Richard Séguin ♂              | Les Colocs            | Les Colocs                |
| 16e  | 16 octobre 1994   | Yvon Deschamps                                                         | Encore et encore                  | Céline Dion ♀ Daniel Bélanger ♂              | Les Colocs            | Zébulon                   |
| 17e  | 5 novembre 1995   | Patrick Huard                                                          | Pour que tu m'aimes encore        | Lara Fabian ♀ Roch Voisine ♂                 | Beau Dommage          | Éric Lapointe             |
| 18e  | 3 novembre 1996   | Yvon Deschamps                                                         | Seigneur                          | Céline Dion ♀ Kevin Parent ♂                 | Noir Silence          | Noir Silence              |
| 19e  | 26 octobre 1997   | Yvon Deschamps                                                         | Father on the go                  | Céline Dion ♀ Bruno Pelletier ♂              | Zébulon               | Lise Dion                 |
| 20e  | 1er novembre 1998 | Céline Dion, René Simard, Jean-Pierre Ferland et André-Philippe Gagnon | Fréquenter l'oubli                | Lynda Lemay ♀ Kevin Parent ♂                 | Dubmatique            | Les Lili Fatale           |
| 21e  | 31 octobre 1999   | Véronique Cloutier                                                     | Le Temps des cathédrales          | Isabelle Boulay ♀ Bruno Pelletier ♂          | Les Colocs            | Garou                     |
| 22e  | 4 novembre 2000   | Guy A. Lepage                                                          | Je ne t'aime plus                 | Isabelle Boulay ♀ Bruno Pelletier ♂          | La Chicane            | Daniel Boucher            |
| 23e  | 28 octobre 2001   | Guy A. Lepage                                                          | La désise                         | Isabelle Boulay ♀ Garou ♂                    | Les Respectables      | Gabrielle Destroismaisons |
| 24e  | 27 octobre 2002   | Guy A. Lepage                                                          | Je n'ai que mon âme               | Isabelle Boulay ♀ Garou et Daniel Bélanger ♂ | Les Respectables      | Mélanie Renaud            |
| 25e  | 26 octobre 2003   | Guy A. Lepage                                                          | Et c'est pas fini                 | Isabelle Boulay ♀ Sylvain Cossette ♂         | Les Cowboys fringants | Ariane Moffatt            |
| 26e  | 31 octobre 2004   | Guy A. Lepage                                                          | J't'aime tout court               | Marie-Élaine Thibert ♀ Corneille ♂           | Les Cowboys fringants | Benoît Charest            |
| 27e  | 30 octobre 2005   | Michel Rivard                                                          | Les Étoiles filantes              | Marie-Élaine Thibert ♀ Dany Bédar ♂          | Les Trois Accords     | Pierre Lapointe           |
| 28e  | 29 octobre 2006   | Louis-José Houde                                                       | Évangéline                        | Ariane Moffatt ♀ Dany Bédar ♂                | Kaïn                  | Malajube                  |
| 29e  | 28 octobre 2007   | Louis-José Houde                                                       | Dégénérations                     | Isabelle Boulay ♀ Nicola Ciccone ♂           | Mes Aïeux             | Tricot machine            |
| 30e  | 2 novembre 2008   | Louis-José Houde                                                       | Je veux tout                      | Isabelle Boulay ♀ Gregory Charles ♂          | Karkwa                | Alfa Rococo               |
| 31e  | 1er novembre 2009 | Louis-José Houde                                                       | Fais-moi la tendresse             | Ginette Reno ♀ Maxime Landry ♂               | Mes Aïeux             | Cœur de pirate            |
| 32e  | 7 novembre 2010   | Louis-José Houde                                                       | Cache-cache                       | Marie-Mai ♀ Nicola Ciccone ♂                 | Mes Aïeux             | Bernard Adamus            |
| 33e  | 30 octobre 2011   | Louis-José Houde                                                       | On va s’aimer encore              | Marie-Mai ♀ Éric Lapointe ♂                  | Les Cowboys fringants | Brigitte Boisjoli         |
| 34e  | 28 octobre 2012   | Louis-José Houde                                                       | Sans cri ni haine                 | Cœur de pirate ♀ Vincent Vallières ♂         | Mes Aïeux             | Lisa LeBlanc              |
| 35e  | 27 octobre 2013   | Louis-José Houde                                                       | Nous sommes les mêmes             | Marie-Mai ♀ Marc Dupré ♂                     | Mes Aïeux             | Les Sœurs Boulay          |
| 36e  | 26 octobre 2014   | Louis-José Houde                                                       | On leur a fait croire             | Marie-Mai ♀ Alex Nevsky ♂                    | Les Sœurs Boulay      | Klô Pelgag                |
| 37e  | 8 novembre 2015   | Louis-José Houde                                                       | Paradis City                      | Ariane Moffatt ♀ Jean Leloup ♂               | Galaxie               | Philippe Brach            |
| 38e  | 30 octobre 2016   | Louis-José Houde                                                       | Ton départ                        | Marie-Mai ♀ Jean Leloup ♂                    | 2Frères               | Safia Nolin               |
| 39e  | 29 octobre 2017   | Louis-José Houde                                                       | Kamikaze                          | Safia Nolin ♀ Patrice Michaud ♂              | Les Sœurs Boulay      | Émile Bilodeau            |
| 40e  | 28 octobre 2018   | Louis-José Houde                                                       | Filles de personne II             | Klô Pelgag ♀ Patrice Michaud ♂               | 2Frères               | Hubert Lenoir             |
| 41e  | 27 octobre 2019   | Louis-José Houde                                                       | Des p'tits bouts de toi           | Cœur de pirate ♀ Loud ♂                      | Bleu Jeans Bleu       | Alexandra Stréliski       |
| 42e  | 30 octobre 2020   | Louis-José Houde                                                       | L'Amérique pleure                 | Alexandra Stréliski ♀ Émile Bilodeau ♂       | Les Cowboys fringants | Eli Rose                  |
| 43e  | 7 novembre 2021   | Louis-José Houde                                                       | À ma manière                      | Roxane Bruneau ♀ FouKi ♂                     | Les Cowboys fringants | CRi                       |
| 44e  | 6 novembre 2022   | Louis-José Houde                                                       | Copilote                          | Roxane Bruneau ♀ Hubert Lenoir ♂             | Salebarbes            | Ariane Roy                |
| 45e  | 5 novembre 2023   | Louis-José Houde                                                       | Gin à l'eau salée                 | Alexandra Stréliski ♀ Daniel Bélanger ♂      | Les Cowboys fringants | Kanen                     |
| 46e  | 3 novembre 2024   | Pierre-Yves Roy-Desmarais                                              | La Fin du Show                    | Alexandra Stréliski ♀ Daniel Bélanger ♂      | Les Cowboys fringants | Barnev Valsaint           |

## Liste des catégories[12]
Les catégories mise à jour le 18 septembre 2024.

### Artistique
| Nom                                                                   | Date de création | Date du nom actuel | notes / anciens noms |
| --------------------------------------------------------------------- | ---------------- | ------------------ | --- |
| Album de l'année - Adulte contemporain                                | 2012             |                    | |
| Album de l'année - Alternatif                                         | 1997             | 2002               | Autrefois appelé « Album de l'année - rock alternatif » de 1997 à 1999 & 2001. |
| Album de l'année - Anglophone                                         | 1986             | 2005               | Catégorie créer vers la fin des années 1980, le prix remit saura une première fois de 1986 à 1988. |
| Album de l'année - Bilingues et autres langues                        | 2019             | 2024               | Autrefois appelé Album de l'année - Autres langues de 2019 à 2022 et Album de l'année - multilingues et autres langues en 2023. |
| Album de l'année - Choix de la critique                               | 2012             |                    | |
| Album de l'année - Classique                                          | 1983             | 1992               | En 1993, la catégorie se sépare en deux distinctifs donc "Orchestre et grand ensemble" et "Soliste et petit ensemble" jusqu'en 2021. |
| Album de l'année - Country                                            | 1979             | 1996               | À sa création, la catégorie était baptisée sous le nom « western » jusqu'en 1981, "country et western" de 1982 à 1984 et 1991 à 1992. |
| Album de l'année - Folk                                               | 1996             | 2012               | Prix récompensant les albums de style folk rock. Il est rebaptisé « album de l'année - folk contemporain » de 2001 à 2011. |
| Album de l'année - Jazz                                               | 1983             | 1992               | En 2006, la catégorie se sépare en deux distinctifs donc « création » et « interprétation » jusqu'en 2014. |
| Album de l'année - Langues autochtones                                | 2022             |                    | |
| Album de l'année - Musique électronique                               |                  |                    | |
| Album de l'année - Musique instrumentale                              | 1979             | 2021               | Connue sous le nom "microsillon de l'année - instrumental" de 1979 à 1991 et "album de l'année - instrumental" de 1992 à 2020. |
| Album de l'année - Musiques du monde                                  | 2003             |                    | |
| Album de l'année - Pop                                                | 1980             | 2011               | À sa création donc de 1980 à 1984 et 1988 à 2010, la catégorie était baptisé « populaire » (à ne pas confondre avec musique populaire). Cette catégorie récompense les albums de musique pop. |
| Album de l'année - R&B/Soul                                           | 2024             |                    | |
| Album de l'année - Rap                                                | 1999             | 2019               | Autrefois appelé « Album de l'année - Hip-hop » de 1999 à 2019. |
| Album de l'année - Réinterprétation                                   | 2009             | 2013               | Anciennement appelé « album de l'année - reprises » de 2009 à 2012. Ce prix est remis aux albums entièrement composé de reprises. |
| Album de l'année - Rock                                               | 1979             | 1992               | |
| Album de l'année - Succès populaire                                   | 1979             | 2021               | De 1979 jusqu'en 1990, il était remis seulement à un artiste ou un groupe donc leur album était le plus vendu de l'année. Depuis 1991, il est transformé en catégorie comportant des finalistes. Elle sera connue sous le nom "album de l'année - meilleur vendeur" de 1991 à 2020. |
| Album de l'année - Traditionnel                                       | 1979             | 2001               | Autrefois appelé « folklore et traditionnel » de 1979 à 1982 et « folklore » en 1993 et 1995. |
| Album ou DVD de l'année - Jeunesse                                    |                  |                    | |
| Artiste de l'année - rayonnement international                        | 1980             | 2022               | Le nom de la catégorie a varié d'une édition à l'autre: - artiste hors-Québec (1980 à 1981); - artiste s'étant le plus illustré hors-Québec (1982 à 1984); - artiste s'étant le plus illustré hors du Québec sur le marché francophone (1986 à 1987); - artiste québécois s'étant le plus illustré hors Québec - marché francophone (1988); - artiste québécois s'étant le plus illustré hors Québec (1989 à 2009); - artiste québécois de l'année s'étant le plus illustré hors Québec (2010 à 2018); - Artiste de l'année ayant le plus rayonné hors Québec (2019 à 2021). En 1985, la catégorie se sépare en deux distintifs donc « marché francophone » et « marché anglophone ». |
| Artiste autochtone de l'année                                         | 2019             |                    | |
| Artiste féminine de l'année                                           | 1979             | 2023               | Autrefois appelé Interprète féminine de l'année de 1979 à 2022. |
| Artiste masculin de l'année                                           | 1979             | 2023               | Autrefois appelé Interprète masculin de l'année de 1979 à 2022. |
| Auteur ou compositeur de l'année / Auteure ou compositrice de l'année | 1985             | 2023               | Le nom de la catégorie a varié d'une édition à l'autre: - auteur et/ou compositeur de l'année (1985 à 1991); - auteur ou compositeur de l'année (1992 à 2018); - Auteur ou compositeur / Auteure ou compositrice de l'année (2019 à 2021). - Auteur.e ou compositeur, compositrice de l'année (2022) |
| Chanson de l'année                                                    | 1979             | 2014               | Autrefois appelé « chanson populaire de l'année » de 1987 à 2013. |
| Groupe ou duo de l'année                                              | 1979             | 2015               | Autrefois appelé « groupe de l'année » de 1979 à 1985 et de 1989 à 2014 aussi « groupe francophone de l'année » de 1986 à 1988. |
| Révélation de l'année                                                 | 1979             | 1980               | À son origine appelé « découverte de l'année » jusqu'à la seconde édition ainsi reprend son nom d'origine de 1986 à 1995. |
| Spectacle de l'année                                                  | 1979             | 2022               | Catégorie ayant existé de 1979 à 1980. Recréée en 2021 sous le nom "spectacle de l'année - francophone" avant de revenir à son nom d'origine. |
| Spectacle de l'année - Anglophone                                     |                  |                    | |
| Spectacle de l'année - Humour                                         | 1981             |                    | |
| Spectacle de l'année - Multilingues et autres langues                 |                  |                    | |
| Spectacle de l'année - Variétés/Réinterprétations                     | 2022             | 2022               | Nommé Spectacle de l'année - Variétés/réinterprétations en 2022 puis Spectacle de l'année - Variétés-Réinterprétations l'année suivante. |
| Vidéo de l'année                                                      | 1985             | 2016               | |

### Industrie
Récompensant les techniciens de studio ou de scène, compagnies de divertissement, agences, labels et autre parmi ses catégories suivantes :
- Agence de spectacles de l'année
- Arrangements de l'année : Auparavant « arrangeur de l'année ».
- Conception d'éclairage et projections de l'année : Auparavant « concepteur d'éclairage de l'année ».
- Émission de télévision - humour : Auparavant « émission de télévision de l'année - humour ».
- Émission de télévision - musique : Auparavant « émission de télévision de l'année - musique ».
- Entreprise de production d'albums de l'année : Auparavant « Entreprise de production de disques de l'année ».
- Entreprise de production de spectacles de l'année : Auparavant « producteur de spectacles de l'année ».
- Équipe d'édition de l'année
- Équipe de diffusion de spectacles de l'année : Auparavant « diffuseur de spectacles de l'année ».
- Équipe de promotion radio de l'année
- Équipe de promotion web de l'année
- Équipe de relations de presse de l'année
- Événement de l'année
- Maison de disques de l'année
- Maison de gérance de l'année
- Mise en scène et scénographie de l'année
- Pochette d'album de l'année : Auparavant « pochette de disque de l'année ».
- Prise de son et mixage de l'année
- Réalisation d'album de l'année : Auparavant « Réalisation de disque de l'année ».
- Salle de spectacles de l'année
- Script de spectacle de l'année : Auparavant « Script de l'année ».
- Sonorisation de l'année : Auparavant « sonorisateur de l'année ».
- Félix hommage

## Gagnants notables
- April Wine ;
- Renée Martel (à plusieurs reprises et à différentes années) ;
- Beau Dommage ;
- Daniel Bélanger (à plusieurs reprises et à différentes années) ;
- Daniel Boucher ;
- Isabelle Boulay (à plusieurs reprises et à différentes années) ;
- Lara Fabian (à plusieurs reprises et à différentes années) ;
- Gerry Boulet ;
- Édith Butler ;
- Marie Carmen ;
- Robert Charlebois ;
- Martine Chevrier ;
- Jim Corcoran ;
- Sylvain Cossette ;
- Richard Desjardins ;
- Céline Dion (à plusieurs reprises et à différentes années) ;
- Marc Drouin ;
- Dubmatique ;
- Diane Dufresne ;
- Jean-Pierre Ferland ;
- Pierre Flynn ;
- André Gagnon (à plusieurs reprises et à différentes années) ;
- Garou ;
- Georges Hamel (à plusieurs reprises et à différentes années) ;
- Corey Hart ;
- Laurence Jalbert ;
- La Bottine Souriante (à plusieurs reprises et à différentes années) ;
- Les Cowboys Fringants (à plusieurs reprises et à différentes années) ;
- Julie Lamontagne ;
- Pierre Lapointe ;
- Daniel Lavoie ;
- Jean Leloup ;
- Loco Locass ;
- Marjo ;
- Ariane Moffatt ;
- Kevin Parent ;
- Bruno Pelletier ;
- Marie Denise Pelletier ;
- Paul Piché ;
- Michel Rivard ;
- Richard Séguin ;
- Martine St-Clair ;
- Diane Tell ;
- Fabienne Thibeault ;
- Marie-Chantal Toupin ;
- Uzeb ;
- Roch Voisine ;
- Cœur de pirate ;
- Foisy ;
- Garolou ;
- Mocy ;
- Mathieu Bérubé ;
- Marie Mai ;